# EPIC 204278916
EPIC 294278916 är en ensam stjärna i den norra  delen av stjärnbilden Skorpionen. Den har en skenbar magnitud av ca 13,7 och kräver ett kraftfullt teleskop för att kunna observeras. Baserat på parallax enligt Gaia Data Release 2 på ca 7,13 mas, beräknas den befinna sig på ett avstånd på ca 458 ljusår (140 parsek) från solen. Stjärnan ingår i undergruppen Övre Scorpius av Scorpius-Centaurus-föreningen.

## Observation
Stjärnan redovisades först av den andra USNO CCD Astrograph Catalog och Two Micron All-Sky Survey, och studerades ytterligare under Keplerteleskopets utökade K2-uppdrag, Campaign 2, mellan 23 augusti och 13 november 2014.
I augusti 2016 rapporterade ett team av astronomer, ledda av Simone Scaringi från Max Planck Institute for Extraterrestrial Physics i Tyskland, att denna röda dvärgstjärna har en upplöst omkretsande stoftskiva. Vidare observerade forskargruppen ovanliga dämpningar av ljusstyrka på upp till 65 procent under 25 dygn i följd (av totalt 79 observationsdygn). Variationen i ljusstyrka var mycket periodisk och tillskrevs stjärnrotation. Forskarna antog att de oregelbundna nedtoningarna orsakades av antingen en skev inre diskkant eller transiterande kometliknande objekt i antingen cirkulära eller excentriska banor.

## Egenskaper
EPIC 204278916 är en röd dvärgstjärna i ett stadium före huvudserien av spektralklass M1. Den har en massa som är ca 0,5 solmassor, en radie på ca 0,97 solradier och utsänder från dess fotosfär energi motsvarande ca 0,15 gånger solen vid en effektiv temperatur av ca 3 700 K.